# Ousmane Sylla
Ousmane Junior Sylla (ur. 8 kwietnia 1992 w Bobo-Dioulasso) – burkiński piłkarz grający na pozycji defensywnego pomocnika. Od 2022 jest zawodnikiem klubu AS Douanes Wagadugu.

## Kariera klubowa
Swoją karierę piłkarską Sylla rozpoczął w klubie AS SONABEL. W sezonie 2014/2015 zadebiutował w jego barwach w pierwszej lidze burkińskiej. W sezonie 2016/2017 grał w Rail Club du Kadiogo, z którym został mistrzem Burkiny Faso. W latach 2017–2018 występował w algierskim CS Constantine. W sezonie 2017/2018 wywalczył mistrzostwo Algierii. W latach 2019–2020 grał w innym algierskim klubie AS Aïn M’lila. W 2022 został piłkarzem AS Douanes Wagadugu. W sezonie 2022/2023 wywalczył z nim dublet - mistrzostwo i Puchar Burkiny Faso.

## Kariera reprezentacyjna
W reprezentacji Burkiny Faso Sylla zadebiutował 27 lutego 2016 w przegranym 0:2 towarzyskim meczu z Egiptem, rozegranym w Aleksandrii. Od 2016 do 2018 wystąpił w kadrze narodowej 6 razy.